# Ко жив, ко мртав (филм)
Ко жив, ко мртав је српски филм из 2023. године у режији Радета Ћосића.
Филм је премијерно приказан на 47. издању Фестивала филмског сценарија у Врњачкој Бањи, где је и освојио две награде: за најбољи филм по гласовима публике коју додељује генерални покровитељ фестивала Горки лист и награду Марко Живић за најбољег младог глумца - дебитанта.

## Радња
Прича филма прати Тривана и Сељу који су пар београдских детектива за убиства који се суочавају са свим стварима са којим се суочавају типични полицајци на филму - шефом лопова, чудним осумњиченима, још чуднијим доушницима и убиством девојке која је била умешана у неке чудне, мрачне приче, чије убиство желе да заташкају сви око њих, док они иду срцем напред кроз истрагу.
Звучи као намештаљка што и заправо јесте...

## Улоге
| Глумац             | Улога          |
| ------------------ | -------------- |
| Раде Ћосић         | Триван         |
| Стефан Јевтовић    | Зељо           |
| Милан Васић        | Мишкић         |
| Љубомир Бандовић   | Пољак          |
| Бранислав Зеремски |                |
| Драгана Мићаловић  | Кет            |
| Драган Маринковић  | Брашанац       |
| Тијана Печенчић    | Алиса          |
| Петар Зекавица     |                |
| Тијана Милованов   |                |
| Зоран Анђић        | Зуба           |
| Матија Ристић      | Мирче          |
| Бора Ненић         | деда са гуском |
| Алзан Пелешић      |                |